# Iodură de sodiu
Iodura de sodiu este un compus anorganic cu formula NaI, fiind sarea sodiului cu acidul iodhidric. Este un compus solid, alb, cristalizat, fiind utilizat în principal în chimia organică și ca supliment nutrițional. La scară industrială, poate fi obținută prin reacția dintre hidroxidul de sodiu și ioduri acide. 

## Utilizări
Atât iodura de sodiu cât și iodura de potasiu sunt substanțe folosite pentru prevenirea și tratarea deficienței de iod. 
În chimia organică, iodura de sodiu este folosită și pentru obținerea iodurilor de alchil (iodo-alcani), ca urmare a reacției dintre aceasta și cloururi de alchil. Această metodă, cunoscută și sub numele de reacție Finkelstein, se bazează pe insolubilitatea clorurii de sodiu în acetonă:
{\displaystyle {\ce {{R-Cl}+ NaI -> {R-I}+ NaCl}}}